# Iglesia de San Vicente de la Roqueta
La iglesia de San Vicente de la Roqueta, hoy llamada de Cristo Rey, es un templo católico situado en la ciudad de Valencia (España). La iglesia primitiva fue construida sobre un montículo de roca donde, según tradición, se había construido un martyrium sobre la tumba del diácono y mártir Vicente. Este santo fue martirizado en Valencia a principios del siglo IV, y sus restos fueron ocultados y mucho más tarde después sepultados en este lugar, que en aquel tiempo se encontraba fuera de las murallas de la Valencia tardorromana, y junto a la antigua Vía Augusta que atravesaba la ciudad. Aquí se veneraron los restos del mártir durante siglos.
Es Bien de Relevancia Local con identificador número 46.15.250-306.

## Los mozárabes valencianos y la Roqueta

### Única iglesia de la Valencia mozárabe
En la época de dominación árabe, la iglesia permaneció abierta al culto cristiano hasta el siglo X y en su entorno se fueron agrupando los cristianos, los mozárabes valencianos constituyendo un arrabal fuera de las murallas que recibió el nombre de lugar de San Vicente o Rayosa.
La existencia de los cristianos mozárabes (hasta el siglo X) de Valencia, está documentada por distintas fuentes así 

“en una de las capitulaciones del Cid con los de Valencia, se convinieron en que la guarnición de ésta, hasta la entrega definitiva, << Se compondría de cristianos, escogidos entre los mozárabes que habitan la ciudad y arrabales>>

.
El Cid restableció el culto en distintas mezquitas como la de aljama y ocho más. Igualmente en otras ciudades del Reino como Almenara, El Puig y Murviedro (Sagunto), Muerto el Cid y perdida Valencia, fueron profanadas las iglesias y el culto se limitó a los antiguos lugares.
Durante los 500 años de dominación muchos fueron los que otros optaron por convertirse al islam, prueba de ello la encontramos en los apellidos de algunos moros, muestra inequívoca de sus raíces, es el caso de los Xempeteri, Aben Vives, Sancte Marini, Aben Lop, Aben Sancho, Aben Bono, Aben Fortun, Ferriz, Aben Calbo, etc. pero otros muchos, siguieron profesando su fe y, en la entrega de llaves del rey Zayan a Jaime I , se citaban contabilizaba aproximadamente a un tercio de la población como cristiana.
Los datos demuestran que durante la dominación solamente existió una iglesia abierta al culto y todo indica que fue la Roqueta esa iglesia, desmintiendo a distintos autores desde Beuter a Llorente.

### Extramuros
Así sabemos por las actas del martirio de San Vicente, que sus restos fueron llevados a un sitio inmediato extramuros, lo que imposibilita que fuera otra de las iglesias de la ciudad.

“Cesante perfidorum crudelitate et filelium crescente devotione, beatissimus Mártir ad sepulturae et honorifentiam inde levantus, digna cum reverentia deportatur et sub sacro Altari extra muros ajusdem Civitatis Valentiae ad quietem reponitur”

Se llevaron sus restos extramuros y se colocaron bajo un altar viene a decir..
El sepulcro original según los datos debió ser similar al de Santa Engracia en Zaragoza que es de la misma época y con igual motivo.
Los restos se encontraban en una ara o altar y en un sitio inferior, a fecha de hoy, no se ha descubierto ese lugar.

### El arrabal mozárabe
Tenían los cristianos alrededor del templo un barrio propio, con sus huertas y desde allí acudían a la iglesia próxima. De no ser así y no contar con el apoyo de los fieles hubiera desaparecido durante la época musulmana.

### Desde Alfonso II, 1172, a Jaime I, 1238
En este año, Alfonso II de Aragón puso sitio a la ciudad y consiguió que el rey de Valencia doblara el tributo.
Entre las condiciones puestas para levantar el sitio destacamos que 

“se consiguió que la iglesia de San Vicente mártir quedaría por el de Aragón con todos sus diezmos y primicias y demás derechos, para disponer de ellos a su voluntad”

. Es decir, que estaba abierta al culto pues la costumbre de los musulmanes fue no permitir la edificación de nuevas iglesias.
Así tenemos que en 1177, Alfonso II concedió al Abad Dodón y a los monjes del monasterio de San Juan de la Peña, la iglesia de San Vicente de Valencia, es decir que indudablemente, en San Vicente había fieles, “que era entonces la iglesia matriz y como catedral, a cuyo prelado, que es el obispo y a su cabildo, pertenecen los diezmos.”
En 1212 continuaba el monasterio de San Juan de la Peña en posesión de la iglesia, siendo en ese año cuando el rey Pedro 

“loó y aprobó dicha donación: indicio manifiesto de que la poseía aquella comunidad en su tiempo”

Así en 1232, cuando Jaime I aún se encontraba en Monzón, y tras el pacto con el moro Zeit, y cuando ya se preparaba la conquista del Reino de València, 

“... concede al Abad del Monasterio de San Victorian en Aragón aquel lugar o iglesia que había en Valencia y se llamaba San Vicente...”, “a vuestros sucesores para siempre, como heredad propia, libre, franca,...”, “... (posesiones) que por tierra, ó por mar le pertenecieran en algún tiempo, ó le pertenezcan, ó deban pertenecer en algún tiempo...” y del que se tomaría posesión tras la conquista.

## Después de la Conquista de Jaime I
Después de la reconquista de Jaime I, este ordenó construir un nuevo templo, un hospital y un monasterio. Pasaron por el complejo los Benedictinos de San Victorian de Asán (1238-1255), Mercedarios (1255-1259), y de nuevamente los monjes de Asán (1259-1287/89) hasta que los cistercienses quedaron en posesión del conjunto como priorato dependiente de Poblet.
Durante los siglos XIV y XV se levantaron varias capillas alrededor de la iglesia mayor. A mediados del siglo XV residían en el monasterio 11 monjes, en el monasterio tenían distintas dependencias entre ellas cocina, dormitorios, sala capitular y sacristía.
Durante los siglos XVIII y XIX el recinto sufrió distintas e importantes reformas llegando durante las guerras carlistas a derribarse la torre, y otras zonas del complejo en el convento y la iglesia.
En 1701 se construyó la capilla de la Virgen de Belén, hoy conocida como de la Comunión.
Las tropas de Napoleón lo utilizaron como cuartel, igual que otras muchas iglesias. Luego con la desamortización y la exclaustración de los monjes en 1837 las autoridades municipales ordenaron derribar una parte del monasterio. Con ello se perdió la cabecera del templo y su torre.
Casi a mitad del siglo XIX, en 1838, la iglesia, el monasterio y los huertos fueron adquiridos para edificar viviendas. Ya en 1879 las madres agustinas, del convento de San José, que había sido derruido, y Santa Tecla, compraron este monasterio con la ayuda del marqués de Tremolar. Y se inició su rehabilitación a cargo del arquitecto Antonio Martorell dándole el aspecto que actualmente se puede observar.
Sufrió las iras de los exaltados durante la guerra civil de 1936 y fue incendiada. Después de la guerra pasó a manos de los agustinos, quienes lo vendieron en el año 1973 para construir viviendas. La presión de los valencianos y el apoyo mediático de algunos medios escritos consiguieron que no se llevara a término el derribo, y actualmente el edificio pertenece al Arzobispado.

## Datos arquitectónicos

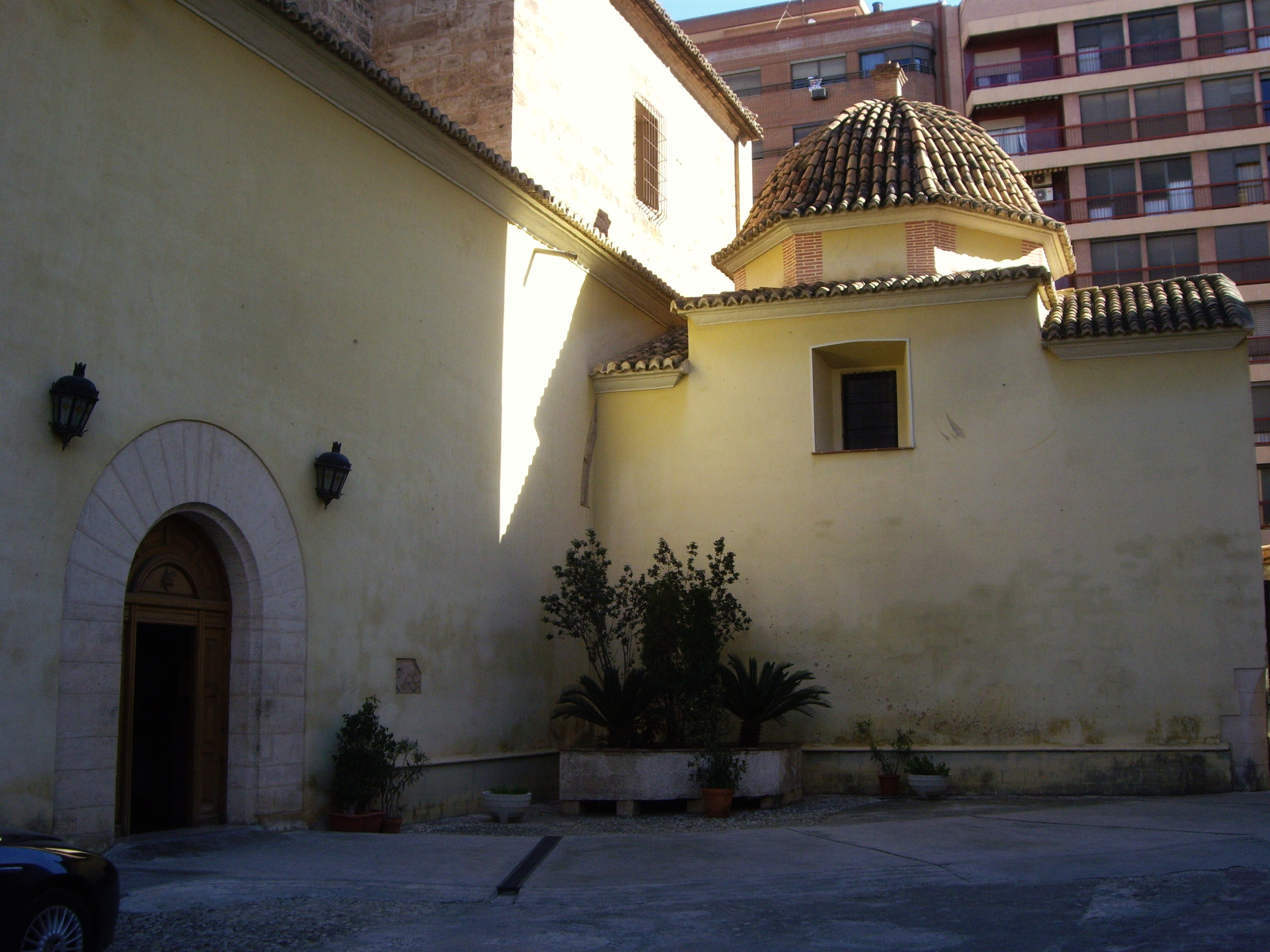
Patio de acceso a la iglesia

Actualmente el monasterio está muy degradado y son varios los proyectos que nunca llegan a buen fin de restauración. Con ideas tan variopintas como hacer un museo dedicado a Sorolla el gran pintor valenciano. Si bien la sociedad valenciana y sobre todo las asociaciones vicentinas reclaman que se restaure y dedique como nunca debió dejar de ser al santo mártir, patrón de la ciudad, el diácono Vicente.
La planta es rectangular, si bien las sucesivas modificaciones le dan un aspecto irregular. El templo es de una nave, dividida en cuatro zonas, con capillas entre los contrafuertes. El transepto, es decir la nave que cruza a la principal formando una cruz latina, dispone de una cúpula sin tambor y con coro alto en los pies. La techumbre se halla cubierta por una bóveda de cañón con bovedillas en forma de media luna abierta para el acceso de la luz, llamadas lunetos.
El interior con columnas adosadas al muro de estilo corintio y entablamento de forma denticulada. Con decoración esgrafiada podemos ver los fustes de las pilastras, friso, intradós de los arcos y el interior de la cúpula.

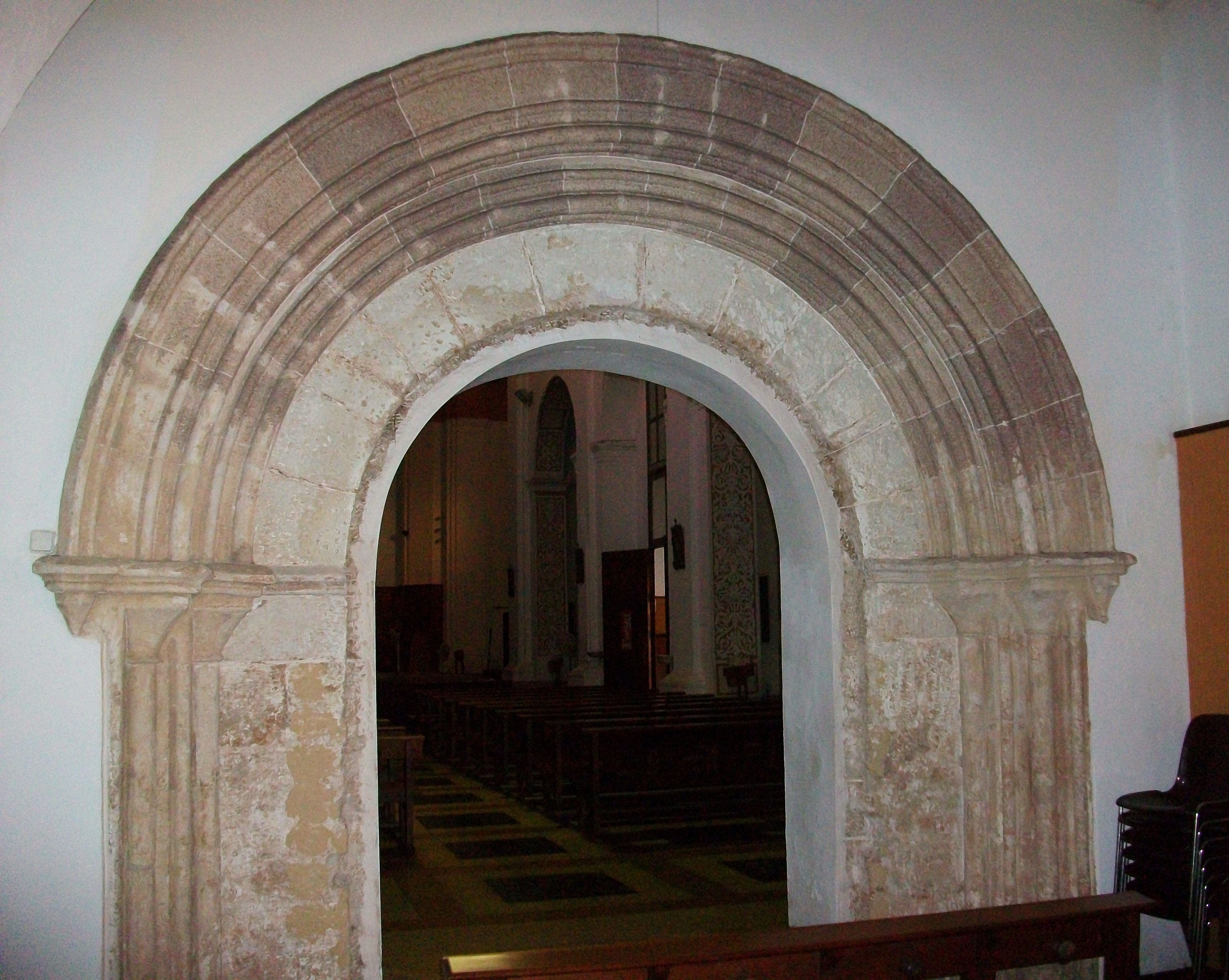
Portada tardorrománica a los pies de la iglesia

Las portadas conservadas son tardo románicas. Una de ellas, la que coincide con la capilla de San Vicente, se encuentra en el claustro, en la parte norte de la iglesia. En los capiteles se pueden observar distintas escenas, representando secuencias del martirio del santo. “Se trata de una portada de arco de medio punto abocinada con arquivoltas que apean en finas columnas cuyos capiteles están historiados.” En la zona oeste de la iglesia, comunicando con las dependencias de la parroquia, encontramos la otra, y fue construida en sillería.
El acceso al templo es por un patio interior al que se entra desde una de las calles laterales.

### El Claustro
Fue terminado en el siglo XVIII sobre pedestales hay unas pilastras estilo dórico en las cuales se apoyan unos arcos de medio punto. En la planta superior, balcones de forja en vanos de forma rectangular.

### La capilla de la Comunión
De planta rectangular tiene en el centro una cúpula que se apoya sobre pechinas, cuatro triángulos curvilíneos que conforman el anillo de la cúpula. Decorada con cabezas de ángeles y con motivos vegetales que recorren toda la capilla. El alzado se realiza con pilastras de orden compuesto.

## La reconstrucción del XVII
En la restauración del XVII, que se realizó utilizando sillares de la antigua fábrica, también se acondicionaron las dependencias del monasterio en torno al claustro.

## Reconstrucción de Martorell
Esta fue realizada a finales del siglo XIX Se consolidó la iglesia, se cerró la cabecera con un muro con vanos ojivales, se realizaron las dos galerías del claustro que se habían perdido, con motivos similares a la norte y oeste, que se conservaban en aceptable estado, y se le añadió una planta.
En la planta inferior se encontraban los servicios: el refectorio, el locutorio, el aula capitular y el coro bajo. En el primer piso las celdas, y en el superior las celdas de las novicias y la enfermería.
La fachada fue restaurada dándole un aspecto neogótico. Podemos ver tres plantas con vanos, unos huecos abiertos en el muro, con unos arcos apuntados o conopiales que se encuentran cerrados con celosías.
El campanario está realizado en ladrillo. Tiene planta cuadrangular y vanos de medio punto.
En el año 2016 también se reformó la fachada y el interior para convertirlo en un edificio público.